# IAI Arie
El IAI Arie (traducido del hebreo:«León»), también conocido como Super Kfir, era un proyecto desarrollado en la segunda mitad de la década de los años 70 por la Israel Aircraft Industries, basado en el conocimiento tecnológico adquirido del IAI Kfir. Estaba proyectado que fuera un avión de combate monoplaza, capaz de alcanzar una velocidad de mach 2,4.
De hecho, el primer propósito era desarrollar un avión, que se llamaría IAI Super Kfir, reemplazando los motores J79 por los más modernos F100 utilizados en las primeras versiones de los aviones de combate F-15 y F-16. Sin embargo, debido a los especiales requisitos de las Fuerzas de Defensa Israelíes, el diseño del proyecto cambiaría sustancialmente, dando lugar al estudio del IAI Arie.
Se evaluaron alrededor de trece configuraciones diferentes. Para ello IAI probó diferentes plantas motrices, incluido el Rolls-Royce RB-199 europeo que montaban los aviones Panavia Tornado. Pronto las opciones fueron reducidas a dos: el motor F100 en configuración de uno o dos motores. Posteriormente el Arie, bajo el código de proyecto Light Weight Fighter-4 (LWF-4), pasaría a montar los motores General-Electric F-404 como los que se utilizan en el F/A-18 Hornet. 
A pesar de los diferentes diseños, que le daban una imagen diferente, el IAI Arie se basaba en el IAI Kfir. Aunque el proyecto finalmente no pasó de la fase de estudio, la experiencia adquirida se utilizaría posteriormente en el desarrollo del IAI Lavi